# Liste de peintures de James Ensor
Cette page fournit une liste non exhaustive de tableaux du peintre belge James Ensor (1860-1949).
| Image | Titre                                                   | Technique                                           | Dimension (cm) | Année            | Lieu de conservation                                | Référence                                               |
| ----- | ------------------------------------------------------- | --------------------------------------------------- | -------------- | ---------------- | --------------------------------------------------- | ------------------------------------------------------- |
|       | Marine                                                  | huile sur panneau                                   | 12 × 18 cm     | 1875-1979        | Collection privée, Vente 2020                       | Catalogue Christie'sconsulté le 20 octobre 2024         |
|       | Cabine de bain                                          | huile sur carton                                    | 18 x 23        | 1876             | Musée royal des beaux-arts d'Anvers                 | Muséeconsulté le 20 octobre 2024                        |
|       | La Plaine flamande vue des dunes                        | huile sur carton                                    | 23,5 x 31,5    | 1876             | Collection particulière                             | [réf. nécessaire]                                       |
|       | La Femme au nez retroussé                               | Huile sur toile marouflée sur bois                  | 54 × 45        | 1879             | Musée royal des beaux-arts d'Anvers                 | Muséeconsulté le 20 octobre 2024                        |
|       | Portrait de l'artiste au chevalet                       | huile sur toile                                     | 40 x 33        | 1879             | Collection particulière                             | [réf. nécessaire]                                       |
|       | Chinoiseries aux éventails                              | huile sur toile                                     | 80 x 100       | 1880             | Musées royaux des beaux-arts de Belgique, Bruxelles | Muséeconsulté le 20 octobre 2024                        |
|       | Le Lampiste                                             | huile sur toile                                     | 151,5 x 91     | 1880             | Musées royaux des beaux-arts de Belgique, Bruxelles | Muséeconsulté le 20 octobre 2024                        |
|       | La Dame au parasol rouge                                | huile sur toile                                     | 51 x 37        | 1880             | Musée royal des beaux-arts d'Anvers                 | Musée consulté le 20 octobre 2024                       |
|       | Nature morte au canard                                  | huile sur toile                                     | 82 x 102       | 1880             | Musée des beaux-arts de Tournai                     | Balat consulté le 21 octobre 2024                       |
|       | Le Chou                                                 | huile sur toile                                     | 67,5 x 79,5    | 1880             | Musées royaux des beaux-arts de Belgique, Bruxelles | Musée consulté le 20 octobre 2024                       |
|       | Portrait du père de l'artiste                           | huile sur toile                                     | 100 x 80       | 1880             | Musées royaux des beaux-arts de Belgique, Bruxelles | Muséeconsulté le 20 octobre 2024                        |
|       | Portrait de la mère de l'artiste                        | huile sur toile                                     | 100 x 80       | 1882             | Musées royaux des beaux-arts de Belgique, Bruxelles | Musée consulté le 20 octobre 2024                       |
|       | Nature morte au géranium                                | huile sur toile                                     | 60 x 70        | vers 1880        | Musées royaux des beaux-arts de Belgique, Bruxelles | Musée consulté le 20 octobre 2024                       |
|       | Willy Finch à l'atelier (esquisse)                      | huile sur toile                                     | 64 × 39 cm     | 1880-1885        | Musée des beaux-arts de Gand                        | Musée consulté le 17 novembre 2024                      |
|       | Le Salon bourgeois                                      | huile sur toile                                     | 133 x 109      | 1881             | Musée royal des beaux-arts, Anvers                  | Muséeconsulté le 20 octobre 2024                        |
|       | Après l'orage                                           | huile sur toile                                     | 52,5 x 62,5    | 1880             | Kunstmuseum aan Zee, Ostende                        | Muséeconsulté le 20 octobre 2024                        |
|       | Une coloriste                                           | huile sur toile                                     | 102 x 82       | 1880             | Musées royaux des beaux-arts de Belgique, Bruxelles | Muséeconsulté le 20 octobre 2024                        |
|       | Étude de mer                                            | huile sur toile                                     | 50 x 73        | 1881             | Collection particulière                             | [réf. nécessaire]                                       |
|       | La Dame sombre                                          | huile sur toile                                     | 100 x 81       | 1881             | Musées royaux des beaux-arts de Belgique, Bruxelles | Muséeconsulté le 20 octobre 2024                        |
|       | L'Après-midi à Ostende                                  | huile sur toile                                     | 108 x 133      | 1881             | Musée royal des beaux-arts, Anvers                  | Muséeconsulté le 20 octobre 2024                        |
|       | La Dame en bleu                                         | huile sur bois                                      | 68,5 x 58,5    | 1881             | Musées royaux des beaux-arts de Belgique, Bruxelles | Musée consulté le 20 octobre 2024                       |
|       | La Musique russe                                        | huile sur toile                                     | 133 x 110      | 1881             | Musées royaux des beaux-arts de Belgique, Bruxelles | Muséeconsulté le 20 octobre 2024                        |
|       | Le Fiacre                                               | aquarelle                                           | 24 × 32 cm     | 1881             | Collection particulière, Vente 1991                 | Artnetconsulté le 20 octobre 2024                       |
|       | La Femme au châle bleu                                  | huile sur toile                                     | 74 x 59        | 1881             | Musée royal des beaux-arts d'Anvers                 | Muséeconsulté le 20 octobre 2024                        |
|       | La Rue de Flandre sous la neige                         | huile sur toile                                     | 41,5 x 54      | 1881             | Fondation Socindec, Vaduz                           | [réf. nécessaire]                                       |
|       | La Dame en détresse                                     | huile sur toile                                     | 100,4 x 79,7   | 1882             | Musée d'Orsay, Paris                                | Muséeconsulté le 20 octobre 2024                        |
|       | La Mangeuse d'huîtres                                   | huile sur toile                                     | 240 x 185      | 1882             | Musée royal des beaux-arts d'Anvers                 | Muséeconsulté le 20 octobre 2024                        |
|       | Les Masques scandalisés                                 | huile sur toile                                     | 135 x 112      | 1883             | Musées royaux des beaux-arts de Belgique, Bruxelles | Muséeconsulté le 20 octobre 2024                        |
|       | Le Rameur                                               | huile sur toile                                     | 79 x 99        | 1883             | Musée royal des beaux-arts, Anvers                  | Muséeconsulté le 20 octobre 2024                        |
|       | Ensor au chapeau fleuri                                 | huile sur toile                                     | 76,5 x 61,5    | 1883             | Kunstmuseum aan Zee, Ostende                        | Muséeconsulté le 20 octobre 2024                        |
|       | Grande Vue des toits d'Ostende                          | huile sur toile                                     | 149 × 206 cm   | 1884             | Musée royal des beaux-arts d'Anvers                 | Musée consulté le 20 octobre 2024                       |
|       | Le Nuage blanc                                          | huile sur toile                                     | 79 × 98 cm     | 1884             | Musée royal des beaux-arts d'Anvers                 | Musée consulté le 9 novembre 2024                       |
|       | Enfant à la poupée                                      | huile sur toile                                     | 149 x 91       | 1884             | Wallraf-Richartz Museum, Cologne                    | Musée consulté le 20 octobre 2024                       |
|       | Éventails et Étoffes                                    | huile sur toile                                     | 47,5 x 55,5    | 1885             | Kunsthaus, Zurich                                   | [réf. nécessaire]                                       |
|       | Le Phare d'Ostende                                      | huile sur panneau                                   | 62 x 75        | 1885             | Musées royaux des beaux-arts de Belgique, Bruxelles | Muséeconsulté le 20 octobre 2024                        |
|       | Squelette regardant des chinoiseries (première version) | huile sur toile                                     | 100 × 60 cm    | 1885-1888        | Musée des beaux-arts de Gand                        | Muséeconsulté le 17 novembre 2024                       |
|       | Le Meuble hanté                                         | huile sur toile                                     | 89 x 103       | 1885 - vers 1890 | Détruit durant la Seconde Guerre mondiale           | Texte Fondation Roi Baudoin consulté le 21 octobre 2024 |
|       | Les Enfants à la toilette                               | huile sur toile                                     | 135 x 100      | 1886             | Musée des Beaux-Arts de Gand                        | Muséeconsulté le 20 octobre 2024                        |
|       | Les Tribulations de saint Antoine                       | huile sur toile                                     | 118 x 167,5    | 1887             | Museum of Modern Art, New York                      | Muséeconsulté le 20 octobre 2024                        |
|       | L'Adoration des bergers                                 | huile sur bois                                      | 46,7 x 60      | vers 1887        | Musées royaux des beaux-arts de Belgique, Bruxelles | Muséeconsulté le 20 octobre 2024                        |
|       | L'Étonnement du masque Wouze                            | huile sur toile                                     | 109 x 131,5    | 1889             | Musée royal des beaux-arts, Anvers                  | Musée consulté le 20 octobre 2024                       |
|       | Le Foudroiement des anges rebelles                      | huile sur toile                                     | 108 x 132      | 1889             | Musée royal des beaux-arts, Anvers                  | Musée consulté le 20 octobre 2024                       |
|       | Squelette dessinant fines puérilités                    | crayon de couleur                                   | 22 x 30        | 1889             | Départements des arts graphiques du musée du Louvre | Musée consulté le 9 novembre 2024                       |
|       | Squelettes voulant se chauffer                          | huile sur toile                                     | 74,8 x 60      | 1889             | Kimbell Art Museum, Fort Worth                      | Musée consulté le 20 octobre 2024                       |
|       | Attributs d'atelier                                     | huile sur toile                                     | 83 x 113       | 1889             | Neue Pinakothek, Munich                             | Musée consulté le 20 octobre 2024                       |
|       | L'Entrée du Christ à Bruxelles                          | huile sur toile                                     | 252,5 x 430,5  | 1888- 1889       | J. Paul Getty Museum, Los Angeles                   | Musée consulté le 20 octobre 2024                       |
|       | La Vieille Femme aux masques                            | huile sur toile                                     | 54 x 47,5      | 1889             | Musée des beaux-arts de Gand                        | Musée consulté le 20 octobre 2024                       |
|       | La Tour de Lisseweghe                                   | huile sur toile                                     | 61 x 73        | 1890             | Fondation Socindec, Vaduz                           | [réf. nécessaire]                                       |
|       | L'Intrigue                                              | huile sur toile                                     | 89,5 x 149     | 1890             | Musée royal des beaux-arts d'Anvers                 | Musée consulté le 20 octobre 2024                       |
|       | Ensor au chevalet                                       | huile sur toile                                     | 59,5 x 41      | 1890             | Musée royal des beaux-arts d'Anvers                 | Musée consulté le 20 octobre 2024                       |
|       | Les Bains à Ostende                                     | Craie noire, crayon de couleur et huile sur panneau | 37,5 x 45,5    | 1890             | Collection de la Communauté flamande                | Collection consulté le 20 octobre 2024                  |
|       | Musique dans la rue de Flandre                          | huile sur toile                                     | 24 x 19        | 1891             | Musée royal des beaux-arts, Anvers                  | Musée consulté le 20 octobre 2024                       |
|       | Squelettes se disputant un pendu                        | huile sur toile                                     | 59 x 74        | 1891             | Musée royal des beaux-arts, Anvers                  | Musée consulté le 21 octobre 2024                       |
|       | Squelettes se disputant un hareng saur                  | huile sur panneau                                   | 16 x 21        | 1891             | Musées royaux des beaux-arts de Belgique, Bruxelles | Musée consulté le 21 octobre 2024                       |
|       | Les Bons Juges                                          | huile sur panneau                                   | 38 x 46        | 1891             | Collection particulière                             | Balat consulté le 21 octobre 2024                       |
|       | Les Chanteurs grotesques                                | huile sur panneau                                   | 16 x 21        | 1891             | Collection particulière, Vente 2022                 | Mutualart                                               |
|       | Ecce homo (le Christ et les critiques)                  | huile sur panneau                                   | 12 x16         | 1891             | Collection particulière                             | [réf. nécessaire]                                       |
|       | L'Homme de douleur                                      | huile sur panneau                                   | 21,5 x 16      | 1892             | Musée royal des beaux-arts, Anvers                  | Musée consulté le 21 octobre 2024                       |
|       | Les Cuirassiers à Waterloo                              | crayon et craie                                     | 22 × 62 cm     | 1891             | Musée royal des beaux-arts d'Anvers                 | Musée consulté le 21 octobre 2024                       |
|       | La Raie                                                 | huile sur panneau                                   | 80 x 100       | 1892             | Musées royaux des beaux-arts de Belgique, Bruxelles | Musée consulté le 21 octobre 2024                       |
|       | Les Masques singuliers                                  | huile sur toile                                     | 100 x 80       | 1892             | Musées royaux des beaux-arts de Belgique, Bruxelles | Musée consulté le 21 octobre 2024                       |
|       | Les Mauvais Médecins                                    | huile sur panneau                                   | 50 x 61        | 1892             | Université libre de Bruxelles                       | Balat consulté le 21 octobre 2024                       |
|       | La Vierge consolatrice                                  | huile sur panneau                                   | 40 x38         | 1892             | Musée des Beaux-Arts de Gand                        | Musée consulté le 21 octobre 2024                       |
|       | Le Désespoir de Pierrot                                 | huile sur toile                                     | 144,5 x 194,5  | 1892             | Musée Kröller-Müller                                | Musée consulté le 21 octobre 2024                       |
|       | Le Chou frisé                                           | huile sur toile                                     | 81 x 100       | 1894             | Musée Folkwang, Essen                               | Musée consulté le 21 octobre 2024                       |
|       | Le Coq mort                                             | huile sur toile                                     | 80 x 100       | 1894             | Kunsthalle de Mannheim                              | Musée consulté le 21 octobre 2024                       |
|       | Les Cuisiniers dangereux                                | huile sur panneau                                   | 38 x46         | 1896             | Collection particulière                             | Balat consulté le 21 octobre 2024                       |
|       | La Mort et les Masques                                  | huile sur toile                                     | 78,5 x 100     | 1897             | Musée des beaux-arts de Liège                       | Liège Musées consulté le 21 octobre 2024                |
|       | Ensor aux masques                                       | huile sur toile                                     | 120 x 80       | 1899             | Musée d'art Menard, Komaki                          | Musée consulté le 21 octobre 2024                       |
|       | Au Conservatoire                                        | Huile sur toile marouflée sur panneau               | 56,5 x 71,5    | 1902             | Musée d'Orsay, Paris                                | Musée consulté le 21 octobre 2024                       |
|       | La Dame en bleu (Portrait de Madame Duhot)              | Huile sur toile                                     | 74 × 60 cm     | 1906             | Collection privée, Vente 20023                      | Catalogue Auction consulté le 21 octobre 2024           |
|       | Les Pochards                                            | huile sur toile                                     | 79 × 100 cm    | 1910             | Collection privée, vente 2018                       | Catalogue Sotheby'sconsulté le 20 octobre 2024          |
|       | Squelette regardant des chinoiseries (deuxième version) | huile sur toile                                     | 100 x 60       | vers 1910        | Wallraf-Richartz Museum, Cologne                    | Texte Fondation Roi Baudoin consulté le 21 octobre 2024 |
|       | Nature morte au canard                                  | huile sur toile                                     | 50 × 100 cm    | vers 1910        | Musée Boijmans Van Beuningen, Rotterdam             | Musée consulté le 21 octobre 2024                       |
|       | Personnages devant l'affiche de "La gamme d'amour"      | huile sur toile                                     | 86,5 x 71      | 1914             | Musées royaux des beaux-arts de Belgique, Bruxelles | Musée consulté le 21 octobre 2024                       |
|       | Plage à Ostende                                         | huile sur toile                                     | 54 × 66 cm     | vers 1915        | Kunsthaus de Zurich                                 | Muséeconsulté le 20 octobre 2024                        |
|       | Nature morte au chou                                    | huile sur toile                                     | 72 x 102       | 1921             | Musée Kröller-Müller, Otterlo                       | Musée consulté le 21 octobre 2024                       |
|       | Carnaval en Flandre                                     | huile sur toile                                     | 27 × 36 cm     | 1925-1929        | Kunsthaus de Zurich                                 | Musée consulté le 20 octobre 2024                       |